# Хищници (филм, 2010)
„Хищници“ (на английски: Predators) е американски научнофантастичен екшън от 2010 г. на режисьора Нимрол Антал. Във филма участват Ейдриън Броуди, Тофър Грейс и Лорънс Фишбърн. Той е третият филм от поредицата „Хищникът“.
Филмът е пуснат в Съединените щати на 9 юли 2010 г. от „Туентиът Сенчъри Фокс“. Четвъртият филм, озаглавен „Хищникът“, е пуснат през 2018 г.

## Филми от поредицата за „Хищникът“
- Хищникът (Predator, 1987)
- Хищникът 2 (Predator 2, 1990)
- Пришълецът срещу Хищникът (Alien vs. Predator, 2004)
- Пришълците срещу Хищника 2 (Aliens vs. Predator: Requiem, 2007)
- Хищници (Predators, 2010)
- Хищникът (The Predator, 2018)
- Хищникът: Плячка (Prey, 2022)
- Хищникът: Опасна зона (Predator: Badlands, 2025)